# Ангольско-израильские отношения
Ангольско-израильские отношения — двусторонние отношения между Анголой и Израилем. Дипломатические отношения между странами были установлены в 1975 году.

## История
В 1963 и 1969 году Кабинет министров Израиля оказывал помощь Национальный фронт освобождения Анголы во время Войны за независимость Анголы. В 1960 году Холден Роберто, руководитель МПЛА, посетил Израиль и достиг договорённости чтобы члены этой организации были отправлены в Израиль для обучения. В 1970 году Израиль поставляет оружие МПЛА через Заир. В 1995 году было открыто посольство Израиля в Луанде, Тамар Голан была назначена послом Израиля, она работала над поддержанием контактов Израиля с африканскими странами на протяжении десятилетий. В 2002 году Тамар Голан покинула этот пост, но вернулась в Анголу по просьбе президента Жозе Эдуарду душ Сантуша, чтобы помочь создать рабочую группу под эгидой ООН для разминирования территории. Израильская компания «Geomine» поставляла Анголе оборудование для разминирования. В 2005 году президент душ Сантуш посетил Израиль с государственным визитом. В марте 2006 года объём товарооборота между двумя странами составил 400 млн. долларов США. В 2010 году правительство Анголы отказалось принимать израильского дипломата Изи Янука в качестве нового посла в связи с его гомосексуальностью. В настоящее время посол Израиля в Анголе Рафаэль Сингер. В августе 2012 года правительственная делегация Анголы осуществила трехднёвный визит в Иерусалим, затем члены правительства Анголы и Израиля ратифицировали в Тель-Авиве соглашение об укреплении связей между двумя странами. Президент Израиля Шимон Перес заявил, что сотрудничество развивается в области науки, техники, экономики и безопасности, а также ангольцы выразили желание продолжить двустороннее сотрудничество в области здравоохранения и сельского хозяйства.
В ноябре 2018 года Израиль выделил порядка $60 млн для строительства солнечной электростанции мощностью 50 мегаватт в страдающей от низкого уровня электрификации ангольской провинции Бенгуэла, а также на финансирование ряд сельскохозяйственных проектов в этой стране.

## Туризм
В ноябре 2018 года велись переговоры об открытии прямого авиасообщения между странами.

## Израильтяне в Анголе
Немногочисленные израильтяне ведут в Анголе бизнес. Изредка в СМИ появляются сообщения об инцидентах, связанных с ними.